# كومو

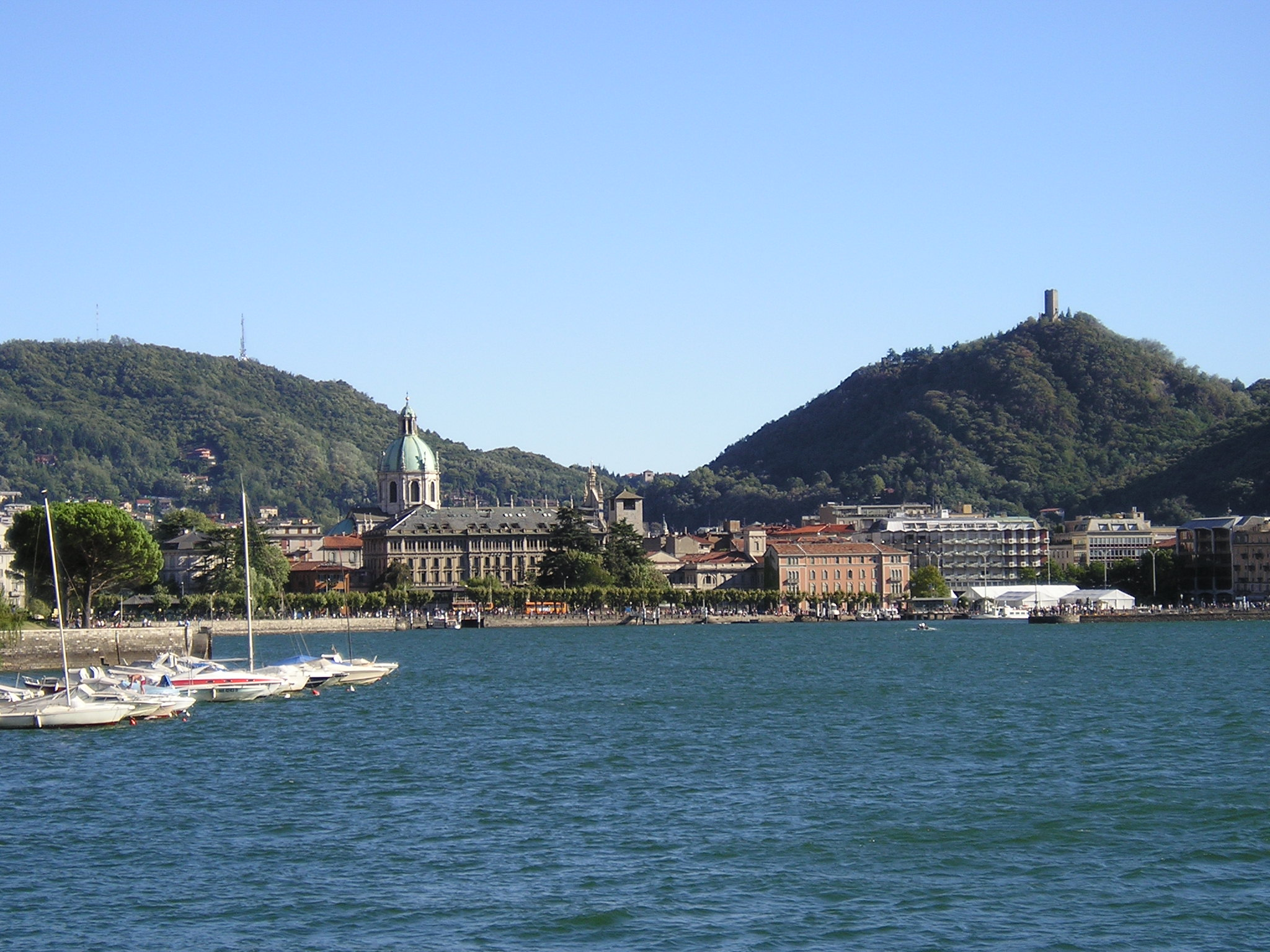
بحيرة كومو

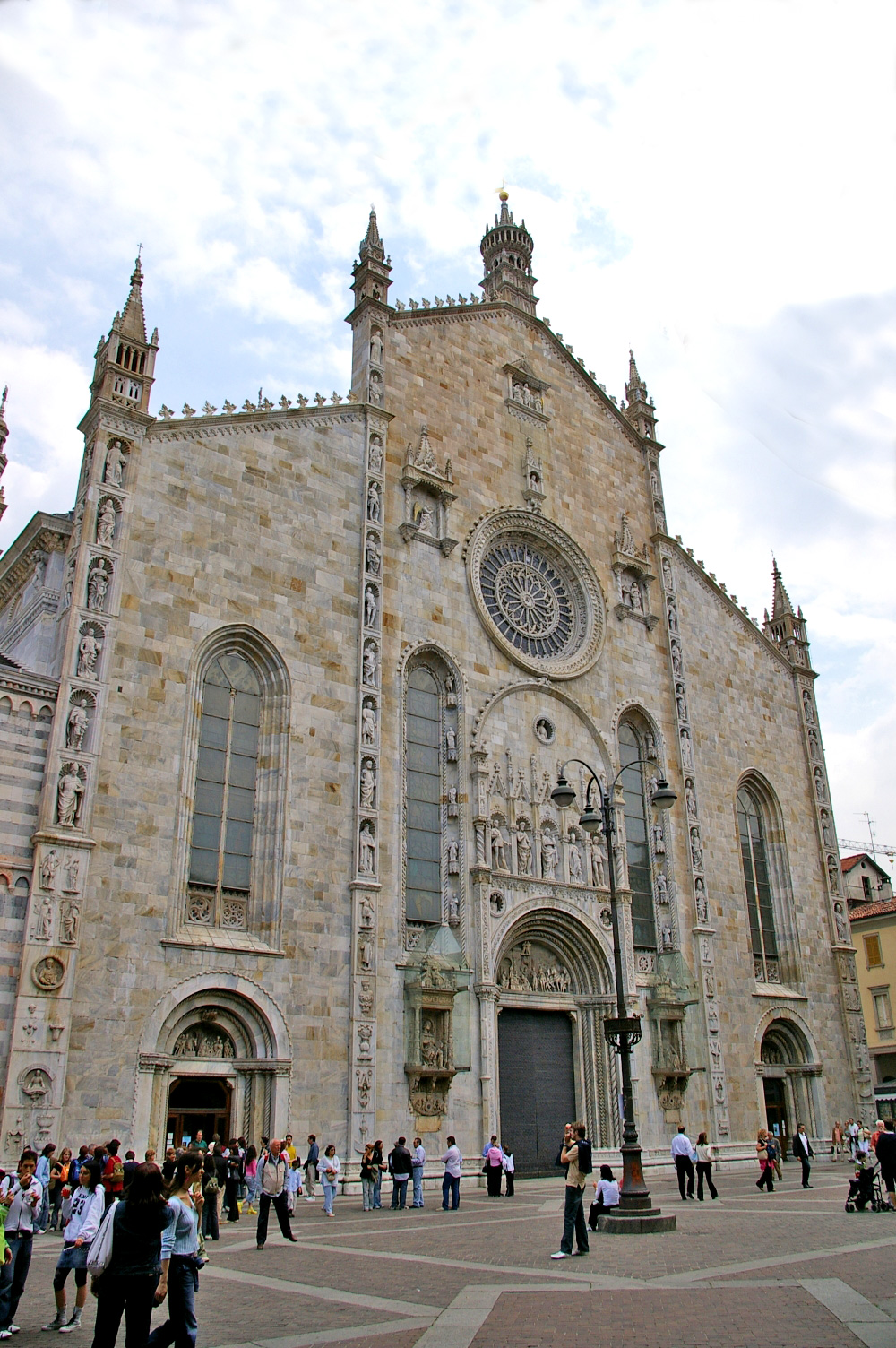
الكاتدرائية

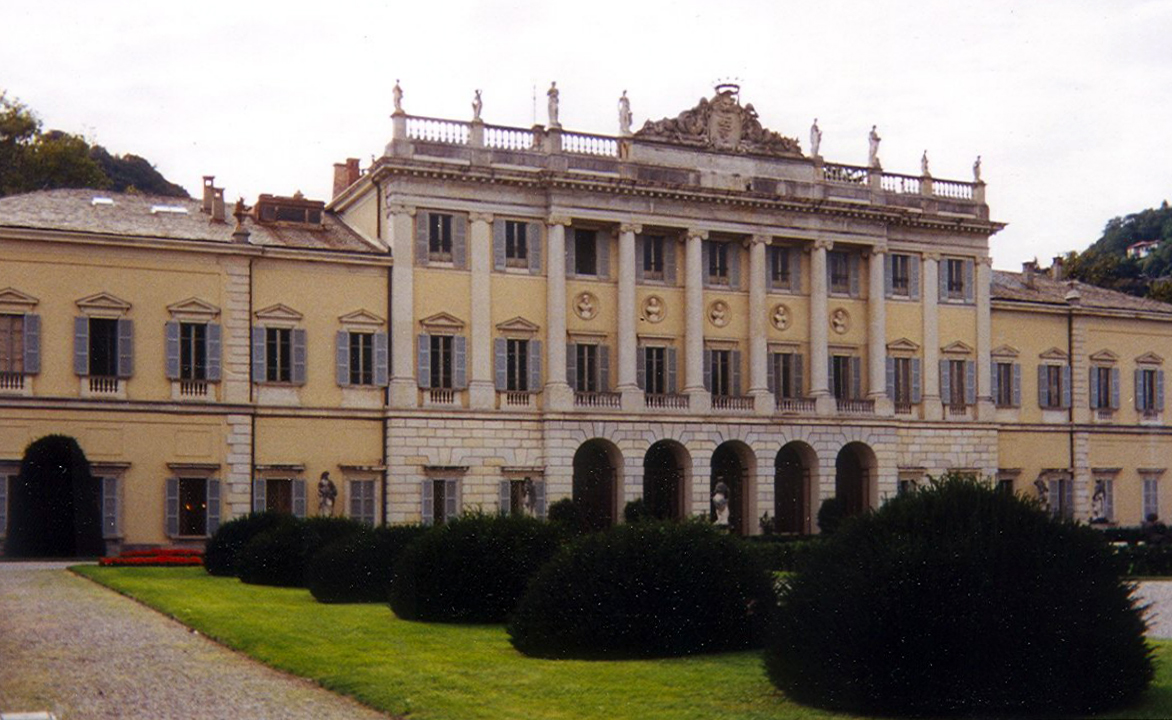
فيلا أولمو

كُومة أو كومو (بالإيطالية: Como) مدينة شمال إيطاليا، عاصمة مقاطعة كومو في إقليم لُمبرديا، سكانها 83.26 نسمة.
مقامة على الضفاف الجنوبية الغربية بحيرة كومو التي تشتهر بها، تحد سويسرا من الشمال الغربي وتبعد 45 كم شمال مدينة ميلانو

## الاقتصاد
اقتصاد كومو يعمد تقليديا على الصناعة، كانت المدينة ذات شهرة عالمية العالمية لصانعي الحرير. في السنوات الأخيرة أصبحت للسياحة اهمية متزايدة. العديد من منازل المشاهير على توجد على ضفاف بحيره كومو مثلا ماثيو بيلامي، مادونا، جورج كلوني، فيرساتشي، وسيلفستر ستالون، ديفيد بيكهام، ميسي، كريستيانو رونالدو. وقد ساهم ذلك إلى ازدياد الصفة الدولية لكومو.

## السكان
في سنة 1861 بلغ عدد السكان 31٬260 نسمة، وتطور العدد ليصل في سنة 2011 لـ 82٬045 نسمة.
يظهر هذا المخطط البياني تطور النمو السكاني لـ كومو

## التوأمة
- نابلس، فلسطين.

## أعلام
- ماريو البرتي
- يونغكي اريبويو
- ميشيل موريتي
- بلينيوس الأكبر
- ألساندرو فولتا
- غابرييلي أوريالي
- بلينيوس الأصغر
- إينوسنت الحادي عشر
- ماريو ريتشي
- جوزيف فرانك
- جانلوكا زامبروتا